# Fiona Gore, Countess of Arran
Fiona Bryde Gore, Countess of Arran (geborene Colquhoun; * 20. Juli 1918; † 16. Mai 2013 in Devon (England)) war eine schottische Rennbootfahrerin, die 1980 mit der Segrave Trophy ausgezeichnet wurde. Sie hielt den Rekord als schnellste Frau auf dem Wasser.

## Biografie
Sie war die älteste Tochter von Sir Iain Colquhoun, 7. Baronet (1887–1948), Chief des Clan Colquhoun, Lieutenant-Colonel der Scots Guards und Lord Rector der Universität Glasgow, aus dessen Ehe mit Geraldine Bryde Tennant († 1974).
1937 heiratete sie Hon. Arthur Gore (1910–1983), zweiter Sohn des Arthur Gore, 6. Earl of Arran. Als dieser 1958 beim Tod seines älteren Bruder den Titel 8. Earl of Arran erbte, erhielt Fiona als seine Gattin den Höflichkeitstitel Countess of Arran. Sie hatte zwei Söhne; der Ältere, Arthur Gore, wurde beim Tod seines Vaters 1983 der 9. Earl of Arran.
Fiona Colquhoun lernte Rennboote in jungen Jahren kennen, als sie 1932 Passagierin der Miss England III bei ihren Probefahrten auf Loch Lomond war. Seit 1966 nahm sie an Rennbootwettbewerben teil.
1980 wurde sie die schnellste Frau auf dem Wasser und erreichte in einem Motorboot auf dem Windermere eine Geschwindigkeit von 164 km/h. Dafür erhielt sie die Segrave Trophy, zu deren Gewinnern unter anderem auch Sir Stirling Moss, Lewis Hamilton und Sir Richard Branson zählen.
Die Countess of Arran nahm bis ins hohe Alter an Rennbootwettbewerben teil und wurde „die schnellste Oma auf dem Wasser“ (the fastest granny on water) genannt. In den 1980er Jahren nahm sie auch an Wettbewerben mit Pferdekutschen teil. Ein weiteres Betätigungsfeld war das Malen.
Der Familie Colquhoun gehörte seit dem 14. Jahrhundert die ansonsten unbewohnte Insel Inchconnachan im Loch Lomond, auf die sich Fiona Gore häufig zurückzog. Nach dem Zweiten Weltkrieg brachte sie australische Wallabys auf die Insel, die seitdem dort frei lebten. Die Insel wurde 2020 für 500.000 £ zum Verkauf angeboten. Die Käufer planten, die auf der Insel verbliebenen Wallabys entfernen zu lassen, worauf sich eine Widerstandsbewegung bildete, der sich auch ihre Enkelin Lady Lucy Katherine Fortescue-Gore (* 1976) anschloss.
Fiona Gore, Countess of Arran, starb am 16. Mai 2013 im Alter von 94 Jahren in Devon.